# Konventionalbod
En konventionalbod er en pengeydelse, der fastsættes i en aftale til at skulle betales, hvis aftalen misligholdes. Formålet med en konventionalbod er dels give et incitament til at aftalen overholdes og dels på forhånd at klarlægge hvad konsekvensen af en eventuel misligholdelse skal være. En urimelig høj konventionalbod kan nedsættes efter aftalelovens § 36.
Det er almindeligt inden for Bygge og Anlægsbranchen at fastsætte en såkaldt dagbod som er et beløb der skal betales for hver dag afleveringsfristen overskrides. 

## Reference
1. ↑  konventionalbod på lex.dk

| Jura | Spire Denne juraartikel er en spire som bør udbygges. Du er velkommen til at hjælpe Wikipedia ved at udvide den. |